# Volksdeutscher Selbstschutz

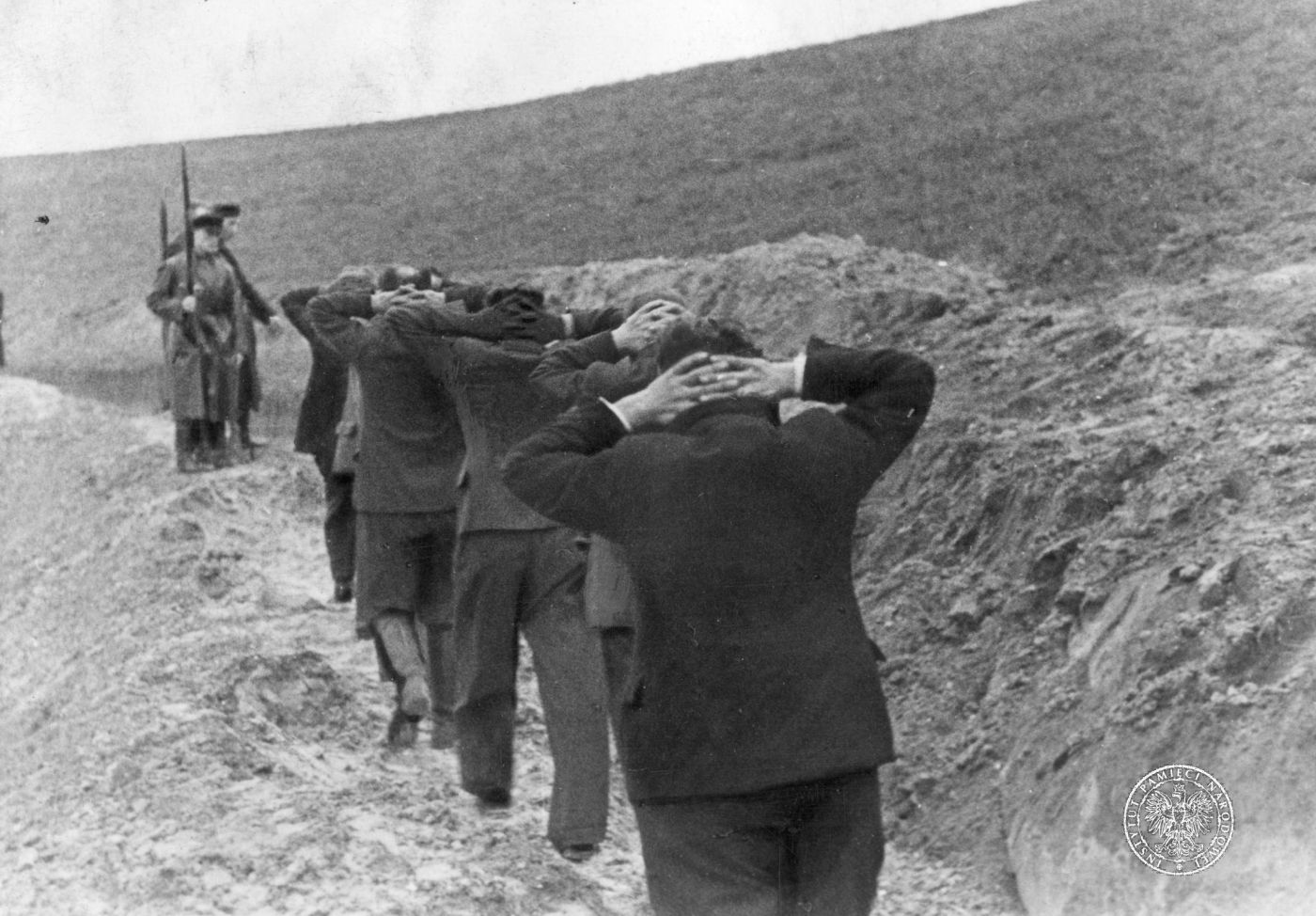
Polnische Lehrer aus Bromberg werden vom Volksdeutschen Selbstschutz zur Exekution ins Todestal geführt, 1. November 1939

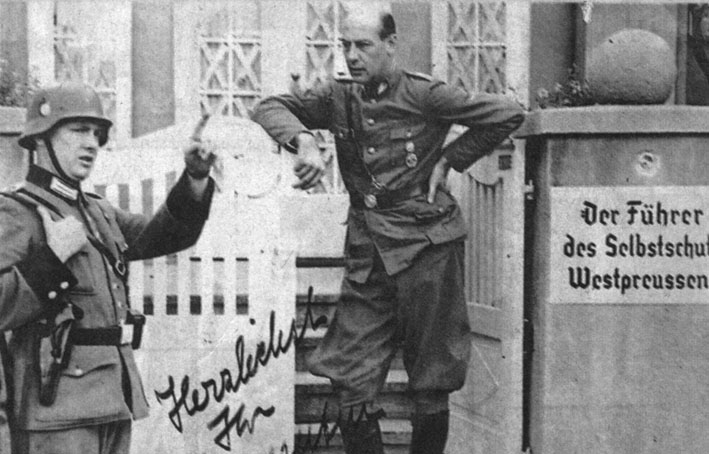
Ludolf-Hermann von Alvensleben, Führer des „Volksdeutschen Selbstschutzes“ in Westpreußen, Bromberg 1939

Der Volksdeutsche Selbstschutz war eine paramilitärische Organisation. Sie wurde 1939 im Zweiten Weltkrieg aus Angehörigen der Volksdeutschen in verschiedenen Gebieten Osteuropas gebildet.

## Geschichte
Zunächst waren die Selbstschutzeinheiten lokal den SS- und Polizeiführern unterstellt und wurden als Hilfspolizei auch zur Ermordung Zehntausender Polen eingesetzt, zum Beispiel bei der „Intelligenzaktion“, der Außerordentlichen Befriedungsaktion und den NS-Krankenmorden. Insbesondere die Selbstschutzeinheiten im späteren Reichsgau Danzig-Westpreußen unter der Führung des SS-Oberführers Ludolf-Hermann von Alvensleben und im Distrikt Lublin unter SS- und Polizeiführer Odilo Globocnik wurden für Massenexekutionen und zur Bewachung jüdischer Arbeitskolonnen eingesetzt.
Im Winter 1941/42 ermordeten Mitglieder des Volksdeutschen Selbstschutzes im rumänisch besetzten Transnistrien Tausende von Juden, die auf Befehl von Ion Antonescu dorthin deportiert worden waren.
Die Anzahl der Mitglieder des Selbstschutzes in Polen wird zu Kriegsbeginn auf bis zu 100.000 geschätzt. Zur gleichen Zeit lebten in Polen etwa 740.000 Deutsche. Somit war etwa jeder zehnte Deutsche in Polen Mitglied in einer Organisation, die dem polnischen Staat feindlich gesinnt und an Verbrechen gegen die polnische Zivilbevölkerung beteiligt war. Bei einer ausschließlichen Berücksichtigung des männlichen Bevölkerungsanteils im wehrfähigen Alter vergrößert sich dieser Anteil entsprechend. Dieser Umstand diente unter anderem nach dem Krieg den neuen kommunistischen Machthabern als Rechtfertigung für die Vertreibung großer deutscher Bevölkerungsteile.